# 430 (szám)
A 430 (római számmal: CDXXX) egy természetes szám, szfenikus szám, a 2, az 5 és a 43 szorzata.

## A szám a matematikában
A tízes számrendszerbeli 430-as a kettes számrendszerben 110101110, a nyolcas számrendszerben 656, a tizenhatos számrendszerben 1AE alakban írható fel.
A 430 páros szám, összetett szám, azon belül szfenikus szám, kanonikus alakban a 21 · 51 · 431 szorzattal, normálalakban a 4,3 · 102 szorzattal írható fel. Nyolc osztója van a természetes számok halmazán, ezek növekvő sorrendben: 1, 2, 5, 10, 43, 86, 215 és 430.
Érinthetetlen szám: nem áll elő pozitív egész számok valódiosztóösszeg-függvényeként.
A 430 négyzete 184 900, köbe 79 507 000, négyzetgyöke 20,73644, köbgyöke 7,54784, reciproka 0,0023256. A 430 egység sugarú kör kerülete 2701,76968 egység, területe 580 880,48165 területegység; a 430 egység sugarú gömb térfogata 333 038 142,8 térfogategység.